# Sinfonía n.º 93 (Haydn)

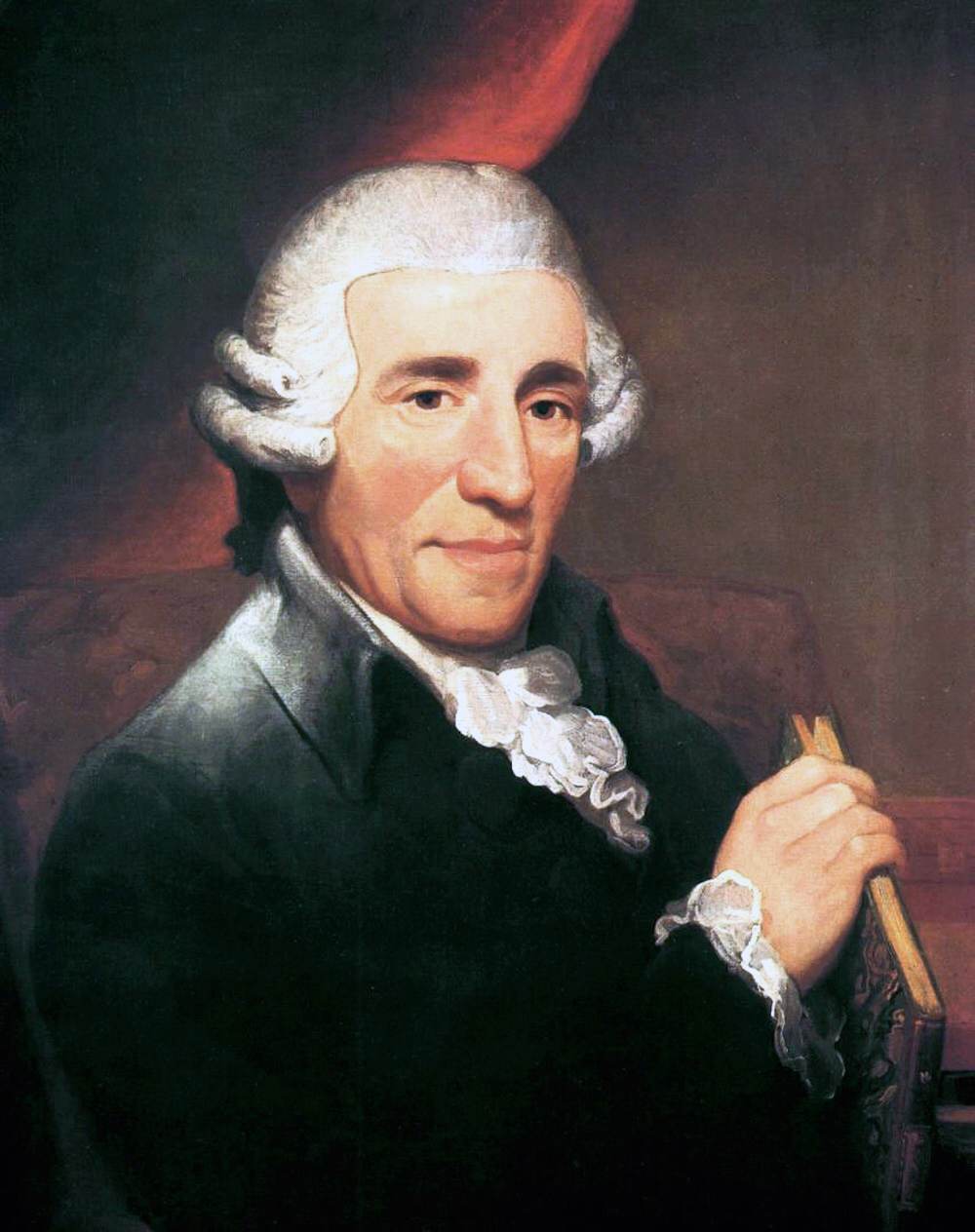
Haydn en 1791.

La Sinfonía n.º 93 en re mayor, Hob. I:93 fue compuesta por Joseph Haydn en 1791. Es la primera de las denominadas Sinfonías de Londres (n.º 93 - 104).

## Historia
La producción sinfónica del maestro austríaco puede dividirse a grandes rasgos en tres bloques temporales: el primer bloque (1757-1761) se corresponde con su periodo al servicio del conde Carl von Morzin (n.º 1 - n.º 5); el segundo bloque en la corte Esterházy (1761-1790 pero con la última sinfonía para el público de Esterházy en 1781); y el tercer bloque (1782-1795) comprende las Sinfonías de París (n.º 82 - n.º 87) y las Sinfonías de Londres (n.º 93 - n.º 104). El 1 de mayo de 1761 el compositor firmó su contrato como vice-kapellmeister (más tarde kapellmeister) de la familia Esterházy, que nominalmente duró 48 años, hasta su muerte.

La composición de esta pieza se desarrolló en 1791. Se conserva la partitura manuscrita autógrafa. Haydn había sido compositor de la corte del príncipe Nicolás Esterházy durante 28 años cuando éste murió en 1790. El sucesor de Nicolás, su hijo Antón, no era un gran aficionado a la música y desmanteló en gran medida el entramado musical de la familia. El compositor se trasladó a Viena y no tardó en recibir numerosas ofertas de empleo. La más interesante procedía del violinista y empresario Johann Peter Salomon, que le ofreció una considerable suma de dinero para presentar varias obras nuevas en una serie de conciertos en Inglaterra, en lo que sería su primer viaje fuera de Austria. Su primera estancia en Londres, que fue un gran éxito según todos los testimonios, empezó el 1 de enero de 1791 y finalizó en julio de 1792 con su regreso a Viena. Con motivo de este viaje el compositor escribió una primera serie de seis sinfonías "londinenses" (n.º 93 - 98) y la n.º 93 es la primera de esta primera serie.

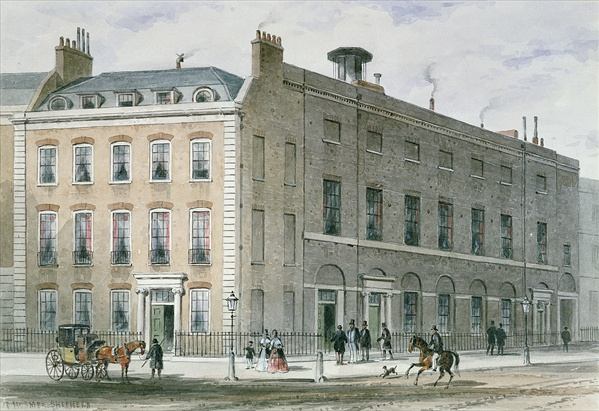
Hanover Square de Londres, lugar del estreno.

El estreno se celebró el 17 de febrero de 1792 en Hanover Square Concert Rooms en Londres.

## Instrumentación
La partitura está escrita para una orquesta formada por:
- Viento madera: 1 flauta, 2 oboes y 2 fagotes.
- Viento metal: 2 trompas y 2 trompetas.
- Percusión: timbales.
- Cuerda: una sección de cuerdas con 2 violines, viola, violonchelo y contrabajo.

En cuanto a la participación del clavecín como bajo continuo en las sinfonías de Haydn existen diversas opiniones entre los estudiosos: James Webster se sitúa en contra; Hartmut Haenchen a favor; Jamie James en su artículo para The New York Times presenta diferentes posiciones por parte de Roy Goodman, Christopher Hogwood, H. C. Robbins Landon y James Webster. A partir de 2019 la mayor parte de las orquestas con instrumentos modernos no utiliza el clavecín como continuo. No obstante, existen grabaciones con clavecín en el bajo continuo realizadas por: Trevor Pinnock (Sturm und Drang Symphonies, Archiv, 1989-1990); Nikolaus Harnoncourt (n.º 6–8, Das Alte Werk, 1990); Sigiswald Kuijken (incluidas las Sinfonías de París y Londres; Virgin, 1988-1995); Roy Goodman (Ej. n.º 1-25, 70-78, 82-87; Hyperion, 2002).
Numerosas fuentes muestran que Haydn dirigió sus sinfonías en los conciertos de Londres inicialmente desde el clavecín y a partir de 1792 desde el pianoforte, como era la práctica interpretativa de la época. Esto indica el uso de un instrumento de teclado (es decir, clavecín o pianoforte) como continuo en las Sinfonías de Londres. Incluso James Webster, uno de los principales detractores del uso del clavecín como continuo, excluye las sinfonías londinenses de su idea de que Haydn no empleó clavecín u otro instrumento de teclado para tocar el continuo. "Y, por supuesto, el argumento se refiere exclusivamente a las sinfonías anteriores a Londres y a las interpretaciones fuera de Inglaterra".

## Estructura y análisis
La sinfonía consta de cuatro movimientos:
- I. Adagio – Allegro assai, en re mayor 3
4
- II. Largo cantabile, en sol mayor 4
4
- III. Menuet. Allegretto – Trio, en re mayor 3
4
- IV. Finale. Presto ma non troppo, en re mayor 2
4

La interpretación de esta obra dura aproximadamente entre 25 y 30 minutos.

### I.Adagio – Allegro assai
El primer movimiento, Adagio – Allegro assai, está escrito en la tonalidad de re mayor, en compás de 3/4 y sigue la forma sonata. Se abre con un poderoso unísono que seguramente debió electrizar al público de Salomon. El Allegro se pone en camino con un tema principal que quizá resulte familiar, ya que posteriormente ha sido empleado como melodía de un himno protestante por diferentes iglesias norteamericanas. A continuación, aparece un interludio delicioso, en el cual los violines interpretan tres veces un arpegio ascendente, cada vez con el acompañamiento de un instrumento de viento diferente. La sección de desarrollo utiliza un motivo de cinco notas, que es una derivación de ambos temas principales. El final es inusualmente dramático para Haydn.

### II.Largo cantabile
El segundo movimiento, Largo cantabile, está en sol mayor y en compás de 4/4. Siempre experimentador, Haydn moldea el movimiento lento con una combinación de rondó y variaciones. Los temas secundarios son derivación del tema principal y algunas de las exposiciones de la idea principal se presentan como variaciones. Hacia el cierre la música va haciéndose gradualmente más lenta y suave mediante una serie de acordes aislados, tranquilos y delicados. Después, cuando el oyente espera un último acorde más suave, se escucha un inesperado fortissimo del fagot que conduce la música hasta la conclusión. Esto muestra el sentido del humor de Haydn, similar al segundo movimiento de la Sinfonía n.º 94 Sorpresa. Antony Hodgson identifica a George Szell como el director que no tiene reparos de exagerar "la vulgaridad de la broma" en el movimiento lento.

### III.Menuet. Allegretto– Trio
El tercer movimiento, Menuet. Allegretto – Trio, está en re mayor y en compás de 3/4. El minueto presenta un carácter similar al del Ländler alemán. El tema está relacionado con el segundo tema del movimiento inicial, un procedimiento inusual para Haydn. La sección del trío está anunciada por los vientos, los metales y los timbales, que ejecutan una serie de notas repetidas de tipo fanfarria, las cuales vuelven a aparecer continuamente a lo largo de la sección. El trío es bastante original, ya que yuxtapone los ataques de los timbales con silenciosos pasajes que actúan como respuesta interpretados únicamente por la cuerda, algunas veces en tonalidades lejanas.

### IV.Finale.Presto ma non troppo
El cuarto y último movimiento, Finale. Presto ma non troppo, retoma la tonalidad inicial y el compás es 2/4. Aquí, el compositor hace juegos ingeniosos con nuestras expectativas. Presenta un tema principal y después una larga transición a una nueva tonalidad, la de la dominante, en la que se escucha nuevamente el tema original. Hasta aquí, la forma no es inusual; las piezas de Haydn a menudo tienen un solo tema, expresado en dos tonalidades opuestas. Sin embargo, cuando el oyente ya ha aceptado el movimiento como monotemático, nos presenta un tema totalmente nuevo, en el oboe y en el fagot. El regreso a la recapitulación es también delicioso: los violonchelos solos ejecutan dos veces una octava ascendente, movida, a la que toda la orquesta hace eco después en un paso más alto. Posteriormente, la tónica y el tema principal vuelven artificiosamente. En el cuarto movimiento, el oboe cita la melodía del aria Viva la libertà de la ópera Don Giovanni de Mozart. Haydn escribió en una carta a Maria Anna von Genzinger que no estaba completamente satisfecho con el finale, en tanto que lo consideraba débil en comparación con el movimiento inicial. Afirmó que planeaba revisarlo, pero no existen evidencias de tal que revisión se llevase a cabo al final.

## Recepción de la obra
Tras su estreno en Londres fue acogida con gran entusiasmo por el público británico. Fue alabada por la prensa de la época por su "extraordinario mérito (...) empleando todo el fuego de su osada imaginación (...) una composición que es a la vez grande, científica, cautivadora y original." En The Times se comentó que "semejante combinación de excelencia era contenida en cada momento, que inspiró a todos los intérpretes así como a la audiencia con entusiasta ardor." En una nueva interpretación de la sinfonía que se llevó a cabo una semana después Haydn volvió a causar sensación con un madrigal escrito para solistas, coro y orquesta titulado La tormenta.